# Esperimento della goccia di pece

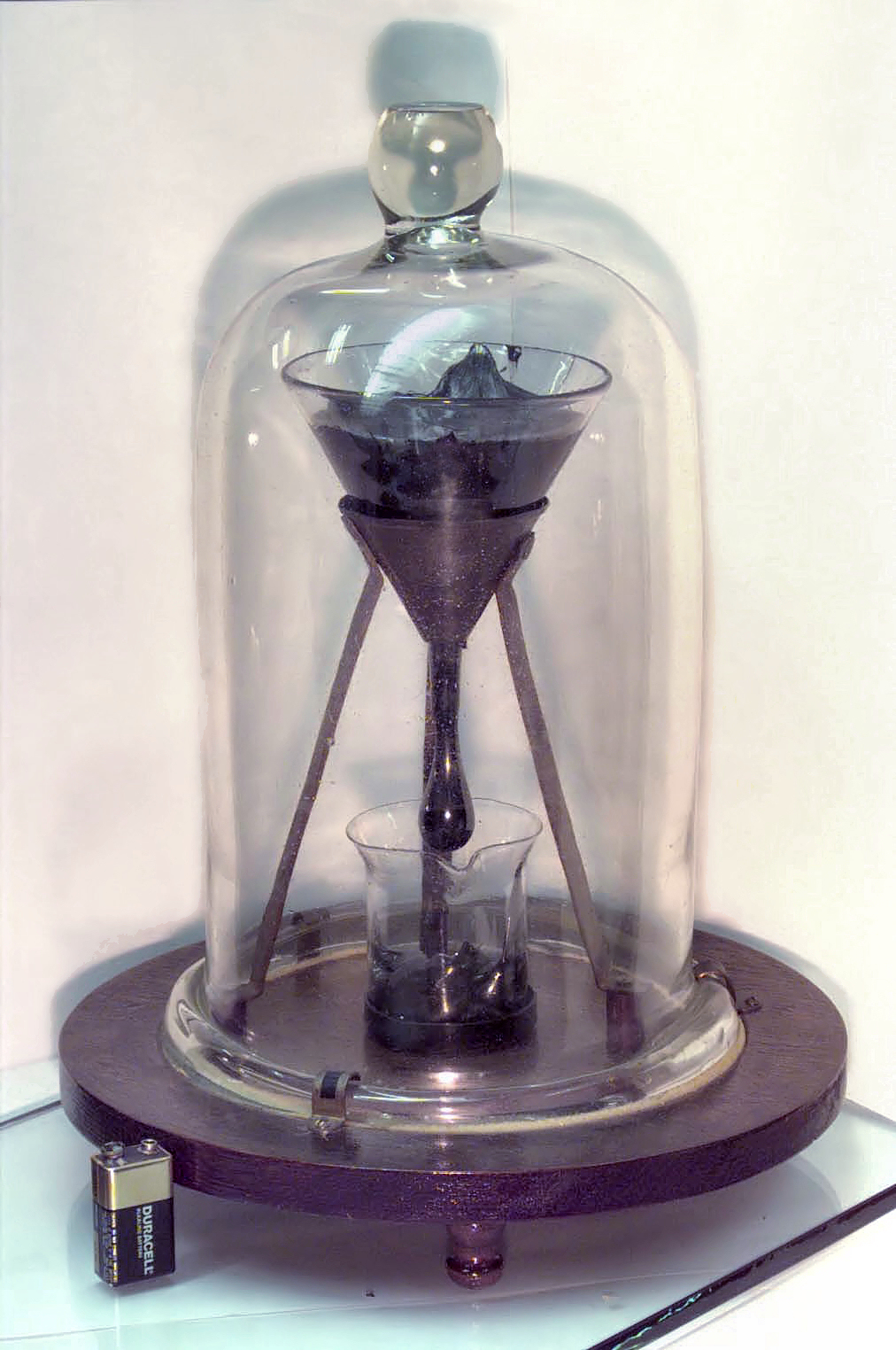
L'esperimento.

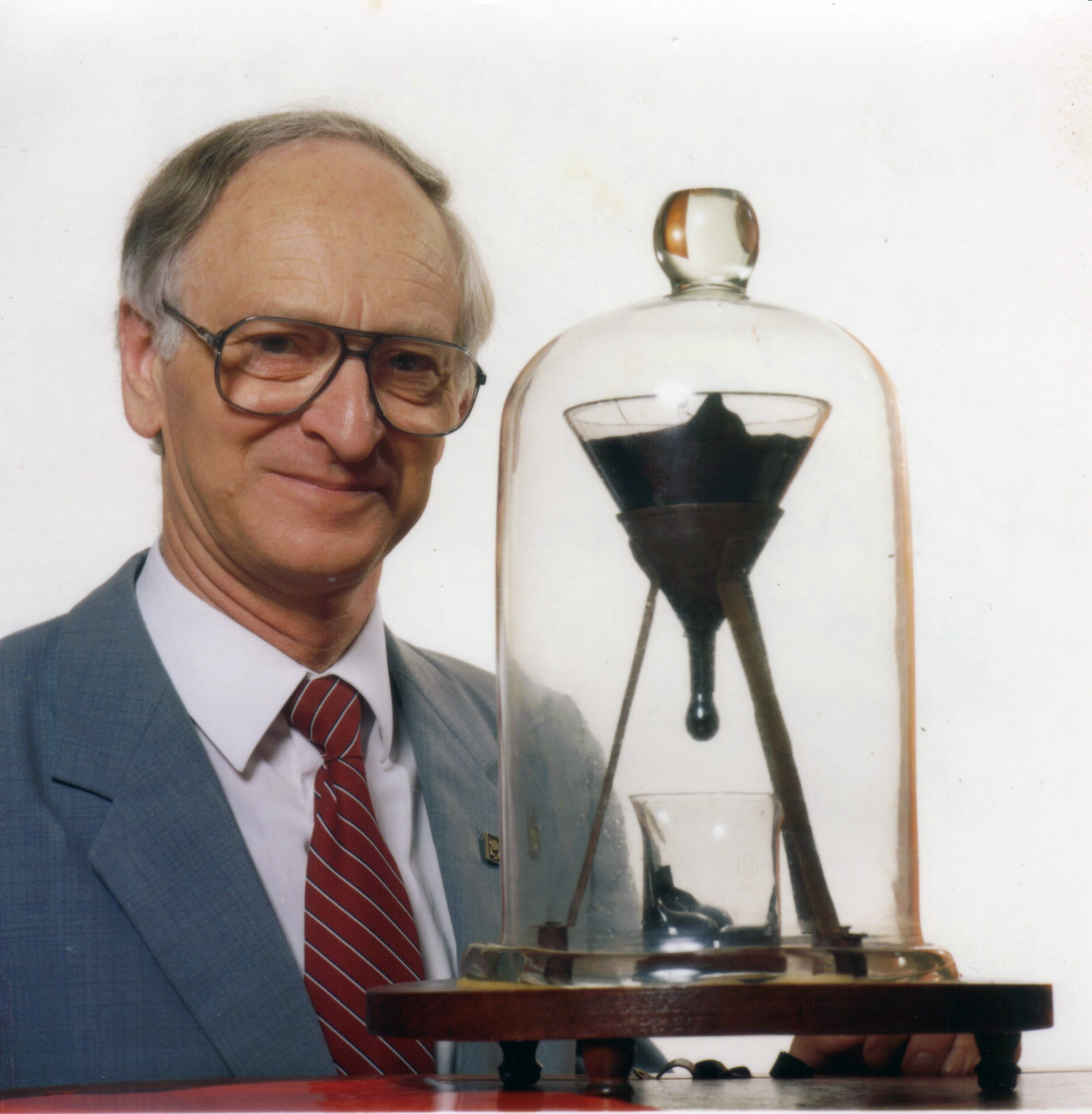
John Mainstone nel 1990.

L'esperimento della goccia di pece è un esperimento a lungo termine per misurare la velocità di discesa della pece nel corso degli anni. Altamente viscosa, a temperatura ambiente la pece impiega decenni per far scendere anche solo una singola goccia.

## L'esperimento dell'università del Queensland
La più famosa versione di questo esperimento fu iniziata nel 1927 dal professor Thomas Parnell dell'Università del Queensland di Brisbane, in Australia, per dimostrare ai suoi alunni che alcune sostanze che appaiono solide sono, in realtà, fluidi altamente viscosi. Parnell versò un campione riscaldato di pece in un imbuto sigillato e lo lasciò sedimentare per tre anni. Dopo questo lasso di tempo aprì l'estremità sigillata dell'imbuto, permettendo così alla pece di scendere all'interno di un bicchiere posto al di sotto. La caduta dell'ottava goccia, il 28 novembre 2000, permise agli sperimentatori di calcolare che la pece ha una viscosità circa 230 miliardi di volte (2,3 x 1011) maggiore rispetto a quella dell'acqua.
L'esperimento, originariamente, non era svolto in condizioni atmosferiche controllate, per cui la viscosità della pece variava nel corso dell'anno in funzione delle fluttuazioni di temperatura. Tuttavia, dopo la caduta della settima goccia nel 1988, il locale dell'esperimento fu munito di aria condizionata per stabilizzare la temperatura anche nella campana che protegge l'imbuto.
Nell'ottobre 2005 per quest'esperimento fu assegnato il Premio Ig Nobel in fisica a John Mainstone e alla memoria di Thomas Parnell.
In molte occasioni gli scienziati hanno perso il fatidico momento. Nel 1988 la settima goccia cadde mentre Mainstone era a prendere un caffè, e nel 2000 la webcam posizionata per monitorare l'esperimento si guastò poco prima della caduta dell'ottava goccia. Per questo motivo la nona fu ripresa da più telecamere che inquadravano anche un orologio di fianco alla campana di vetro, così da determinare con precisione il momento del distacco inseguito da Mainstone per anni.
L'esperimento, condotto al Livello 2 del Parnell Building della Scuola di Matematica e Fisica presso il campus Santa Lucia dell'università del Queensland, è attualmente visibile via internet tramite una webcam.
John Mainstone è morto il 23 agosto 2013.
La nona goccia è entrata in contatto con l'ottava il 17 aprile 2014. Nonostante ciò è rimasta attaccata all'imbuto. Il 24 aprile 2014, Andrew White, custode dell'esperimento, ha deciso di sostituire il recipiente contenente le otto gocce precedenti prima che la nona si fondesse con esse. Durante il sollevamento della campana di vetro si è però verificato un movimento della base di legno che ha staccato la goccia dall'imbuto.

### Tabella cronologica

| Data             | Evento                                                                     | Durata (Mesi) | Durata (Anni) |
| ---------------- | -------------------------------------------------------------------------- | ------------- | ------------- |
| 1927             | Inizio dell'esperimento della pece viene versata nell'imbuto sigillato     |               |               |
| 1930             | Il fondo dell'imbuto viene aperto                                          |               |               |
| Dicembre 1938    | Caduta della prima goccia                                                  | 96-107        | 8-8,9         |
| Febbraio 1947    | Caduta della seconda goccia                                                | 99            | 8,3           |
| Aprile 1954      | Caduta della terza goccia                                                  | 86            | 7,2           |
| Maggio 1962      | Caduta della quarta goccia                                                 | 97            | 8,1           |
| Agosto 1970      | Caduta della quinta goccia                                                 | 99            | 8,3           |
| Aprile 1979      | Caduta della sesta goccia                                                  | 104           | 8,7           |
| Luglio 1988      | Caduta della settima goccia                                                | 111           | 9,3           |
| 28 novembre 2000 | Caduta dell'ottava goccia                                                  | 148           | 12,3          |
| 17 aprile 2014   | La nona goccia è entrata in contatto con l'ottava                          | (156)         | (13,4)        |
| 24 aprile 2014   | La nona goccia si è staccata dall'imbuto durante il cambio del contenitore | 156           | 13,4          |

## L'esperimento del Trinity College di Dublino
Un esperimento simile iniziato al Trinity College di Dublino nel 1944, ha permesso l'11 luglio 2013 di filmare per la prima volta il distacco di una goccia di pece.